# Київський славістичний університет (Чернігівська філія)
Київський славістичний університет в  Чернігові — вищий навчальний заклад в Україні.

## Історія
Київський славістичний університет — вищий навчальний заклад IV рівня акредитації, заснований 1993 року з ініціативи та за участю Національної академії наук України.
У 2001 році створено Чернігівський навчально-консультативний центр Київського славістичного університету на підставі наказу Президента Київського славістичного університету проф. Алексєєва Ю. М. «Про створення навчально-консультативного центру в м. Чернігів» від 27 червня 2002 р. за № 84. Рішенням загальних зборів акціонерів вищого навчального закладу «Київський славістичний університет» (ЗАТ) від 16 липня 2003 року і наказом Президента КСУ № 166/1 від 28 серпня 2003 року Чернігівський навчально-консультативний центр реорганізовано в Чернігівську філію КСУ, яка ліцензована рішенням ДАК 21 жовтня 2003 року, протокол № 47.
Філія створена як навчальний відокремлений структурний підрозділ Київського славістичного університету. Мета створення цього структурного підрозділу Київського славістичного університету зазначена у Положенні про Чернігівську філію: «Забезпечення потреб у фахівцях місцевого ринку праці та наближення місця навчання студентів до їх місця проживання». За результатами перевірки діяльності Чернігівської філії КСУ Державною інспекцією навчальних закладів України від 24 травня 2004 року та сумлінну працю в ім'я незалежної України колектив Чернігівської філії було нагороджено Почесною грамотою Чернігівської обласної державної адміністрації. У 2009 році за багаторічну творчу працю, успіх у справі навчання і виховання підростаючого покоління педагогічний колектив Чернігівської філії КСУ отримав подяку Голови Чернігівської державної адміністрації. На сьогоднішній день Чернігівська філія Київського славістичного університету діє на підставі ліцензії Міністерства освіти і науки України АВ № 529521 від 10 червня 2010 року. Університет акредитований за IV рівнем в цілому, сертифікат про акредитацію Міністерства освіти і науки України НІ-IV № 118073 від 09 жовтня 2009 року.

## Сучасна структура університету
Університет надає освітні послуги, пов'язані з одержанням вищої освіти на рівні кваліфікаційних вимог до бакалавра та спеціаліста.
Станом на сьогоднішній день у філії навчається 490 студентів: 295 на денній формі навчання та 195 на заочній. Навчання проводиться за двома напрямами — гуманітарним та економічним. З 2004 року філія здійснює випуски. Видано 640 дипломів освітньо-кваліфікаційного рівня «бакалавр» та 411 дипломів освітньо-кваліфікаційного рівня «спеціаліст».
Спеціальності, за якими ведеться підготовка:
- «Міжнародні відносини»
- «Міжнародна інформація» (вивчаються англійська та польська мови, факультативно — німецька або чеська)
- «Менеджмент організацій» (спеціалізація — менеджмент митної справи)
- «Фінанси і кредит»

Спеціальності користуються попитом серед роботодавців у регіоні та популярні серед молоді. Філія співпрацює з різними організаціями, де студенти проходять практику та знаходять роботу.
Філія проводить профорієнтаційну роботу серед школярів, організовує підготовчі курси до ЗНО, бере участь у ярмарках професій.
Філія має комп'ютерні лабораторії з доступом до Інтернету, який є безкоштовним для студентів.

## Події
- Було проведено конференцію, студентами університету, якою приєднались до всесвітньої акції Global Work Party (2010.10.08)